# Їндржих Шолтис
Їндржих Шолтис (чеськ. Jindřich Šoltys, 12 січня 1902 — 20 липня 1970) — чехословацький футболіст, що грав на позиції нападника.
Протягом майже усієї кар'єри виступав за «Славію», а також національну збірну Чехословаччини. Чотириразовий чемпіон Чехословаччини.

## Початок кар'єри
Вихованець празької «Славії». З тринадцяти років грав в юнацьких командах клубу. У резервній команді «Славії» разом з однолітком Йозефом Чапеком демонстрував помітну перспективу. 1920 рік «Славія» розпочала невдало, регулярно втрачаючи очки в чемпіонаті. Склад команди постійно змінювався від матчу до матчу. В одному з поєдинків чемпіонату зіграв і молодий Шолтис. В червні «Славія» за його участі програла з рахунком 0:3 «Уніону» з Жижкова. В наступних матчах Їндржих не грав, а клуб у тому сезоні посів дуже низьке для себе 6 місце. Восени Шолтис виступав в товариських матчах. Принаймні, є дві згадки про його участь в іграх проти «Вікторії» (2:3) і ЧАФК (1:0).
Їндржих з молодих років мав здібності до вивчення іноземних мов. Завдяки цим талантам в 1920-1922 роках підробляв помічником чеського консула в Спліті. Паралельно з цим час від часу грав у товариських матчах за місцевий «Хайдук».
Але й від виступів за рідну команду не відмовлявся, коли мав таку можливість. В 1921 році періодично виступав за основну команду «Славії». Грав у матчі чемпіонату проти принципового суперника «Славії» — «Спарти» (1:2). Відзначився забитим голом у товариському матчі з австрійським «Рапідом», що завершився результативною нічиєю 4:4. Також забив у ворота віденського «Слована», в поєдинку, що завершився виїзною перемогою 2:0.
В 1922 році Шолтис в «Хайдуку» не тільки грав, а й виконував роль граючого тренера. В ті часи багато футболістів «Славії» переходили до клубу зі Спліту на запрошення від керівництва, навчаючи таким чином футболу місцевих гравців. До Шолтиса в клубі граючими тренерами були такі гравці «Славії»: Богумил Макоун, Норберт Заїчек, Зденек Ян, Отто Богата, Рудольф Слоуп та інші. Їндржих виступав за сплітську команду тільки в товариських матчах і зіграв загалом 22 поєдинки, у яких забив 41 гол. Серед міжнародних поєдинків відома його участь у розгромній перемозі над австрійською командою «Рудольфшюгель» з рахунком 5:0, у ворота якої Шолтис забив як мінімум один гол.
В другій половині 1922 року Їндржих зосередився на виступах у «Славії». На початку 20-х років в Чехословаччині домінувала «Спарта», яка 5 років поспіль (в 1919—1923 роках) перемагала в чемпіонаті Середньочеської ліги. «Славія» Шолтиса в 1921 році посіла третє місце, а у 1922 і 1923 роках була другою. В цей період команда одного разу зуміла перемогти в Середньочеському кубку, вигравши розіграш 1922 року. «Славія» і «Спарта» зустрілись у півфіналі турніру. Для визначення переможця командам довелося зіграти три рази. Перший матч завершився внічию 2:2, другий був перерваний за рахунку 0:0 через складні погодні умови, і лише в дограванні «Славія» перемогла з рахунком 1:0. Через затяжний півфінал, фінальний поєдинок був перенесений на наступний рік. У вирішальному матчі «Славія» обіграла клуб «Чехія Карлін» з рахунком 3:2. Шолтис не грав у фіналі, а в півфіналі виступав у першій грі і дограванні.
Через невелику кількість офіційних матчів на внутрішній арені, клуб проводив багато міжнародних товариських поєдинків, які викликали великий ажіотаж в пресі і серед уболівальників. У 1923 році «Славія» багато грала з сильними німецькими, австрійськими й іспанськими клубами. Але молодий Шолтис не завжди потрапляв до основного складу і не мав своєї чіткої позиції на полі. Безперечними гравцями основи були нападники Ян Ванік і Рудольф Слоуп, на флангах грали Карел Кужель і Йозеф Кратохвіл. Їндржих конкурував за місце п'ятого форварда зі своїм товаришем Чапеком, або підміняв когось з вищеназваних гравців.
В 1924 році «Спарта» дещо пригальмувала. В особистій зустрічі «Славія» з Шолтисом у складі перемогла головного конкурента з рахунком 2:1. Але чемпіонат 1924 року не був завершений, адже футбольна спільнота Чехословаччини вирішила заснувати професійну футбольну лігу. На момент зупинки турніру команди провели різну кількість матчів. «Славія» лідирувала в таблиці, випереджаючи на одне очко Вікторію (Жижков), хоча й зіграла на один матч більше. Так як осінні матчі чемпіонату були відмінені, «Славія» здійснила поїздки німецькими містами, де зустрічалась з місцевими командами.

## Професіональна ліга
В 1925 році в Чехословаччині був проведений перший професіональний чемпіонат країни. 10 команд зіграли турнір в одне коло, хоча спочатку планувався повноцінний турнір, але відбулась чергова зміна регламенту з переходом на систему осінь-весна. Боротьбу за титул традиційно вели «Славія» і «Спарта». В очній зустрічі наприкінці турніру перемогла «Спарта» з рахунком 2:0 і наздогнала суперника за втраченими очками. Але «Славія» зберігала значну перевагу за різницею м'ячів. Більшість матчів чемпіонату були зіграні до червня, але оголошення чемпіона довелось відкласти аж до листопада, коли «Спарта» проводила перенесену гру з «Вршовіце». На той момент уже повноцінно йшов новий чемпіонат. В перенесеній грі «Спарту» влаштовував лише виграш з двозначним рахунком. Перемогти вдалось зі скромним рахунком 3:2, що зробило «Славію» першим чемпіоном професіональної ліги Чехословаччини. Шолтис зіграв сім матчів з дев'яти, виступаючи на позиції правого крайнього нападника. Забив лише один гол у ворота клубу «Метеор-VIII» (5:0). Основна п'ятірка нападників чемпіонської команди мала такий вигляд: Шолтис — Слоуп-Штапл — Ванік — Сильний — Кратохвіл.
В наступному чемпіонаті 1925–26 Їндржих забивав набагато більше. На його рахунку 25 голів у 20 зіграних матчах, що дозволило зайняти друге місце в списку найкращих бомбардирів сезону після Яна Дворжачека зі «Спарти», що забив 32 голи. «Славію» залишив Рудольф Слоуп, звільнивши для Шолтиса місце правого напівсереднього нападника. Також на початку сезону завершив свої виступи легендарний бомбардир Ян Ванік. Йозеф Сильний перейшов на позицію центрального нападника, а лівіше заграв молодий Антонін Пуч. Цього сезону учасники чемпіонату грали в два кола, а кількість команд збільшилась з 10 до 12. Боротьбу за титул знову вели «Славія» і «Спарта», які обмінялись домашніми перемогами. У березневому матчі Шолтис забив два голи, а його клуб переміг конкурента з рахунком 3:1. Після цієї перемоги «Славія» вирвалась в лідери. Але кінець сезону вийшов дещо скандальним. В одному зі своїх останніх матчів «Славія» перемогла з рахунком 2:1 «Вршовіце», але суперник подав протест через упереджене суддівство. Федерація прийняла протест, визнавши легітимними лише 36 хвилин матчу, за результатами яких «Вршовіце» вів у рахунку 1:0. Решту 54 хвилини команди мали переграти. Шолтис грав у анульованому матчі, а ось у переграванні його замінив новачок команди Франтішек Свобода. «Славія» несподівано програла той матч з рахунком 1:2. Команди зрівнялись за очками. «Славія» мала перевагу в різниці м'ячів, але у «Спарти» лишилась перенесена гра з «Метеором». Матч завершився нічиєю 1:1, що принесло титул «Спарті».
Варто відзначити один з товариських матчів того сезону. В грудні 1925 року «Славія» в Турині зустрічалась з «Ювентусом», майбутнім чемпіоном Італії того сезону. Гості перемогли з рахунком 3:2, а всі три голи в їх складі забив Шолтис.
Всього за «Славію» зіграв 294 матчі і забив 191 гол.
Шолтис знав сім мов. Був випускником Університету бізнесу. Для потреб дипломатії отримав сертифікат володіння французькою, англійською, німецькою та сербохорватською мовами. Після закінчення свого перебування в «Славії» отримав постійну посаду в міністерстві закордонних справ на запрошення від міністра д-ра Бенеша. Його керівником також був колишній гравець «Славії» Рудольф Вальдгегер. Був віце-консулом у Німеччині, Італії та Болгарії та директором департаменту міністерства.
Помер 20 липня 1970 року на 69-му році життя.

## Виступи за збірну
28 жовтня 1925 року дебютував в офіційних матчах у складі національної збірної Чехословаччини проти Югославії (7:0), забивши один гол. Протягом кар'єри у національній команді, яка тривала 7 років, провів у формі головної команди країни 12 матчів, забивши 6 голів.

## Титули і досягнення
- Чемпіон Чехословаччини (4):

«Славія»: 1925, 1928–29, 1929–30, 1930–31
- Володар Середньочеського кубка (1):

«Славія»: 1922